# Medaglia di Scutari
La medaglia di Scutari (in turco: Cami-i Nusret) fu una medaglia militare conferita dal sultano Mahmud II ai soldati dell'impero ottomano che presero parte all'assedio di Scutari, nell'odierna Albania, come parte delle armate del gran visir Reshid Mehmed Pascià che combatterono contro quelle del governatore locale ribelle Mustafa Pasha Bushatli nella Rivolta bosniaca (1831-1832).

## Insegne
- La  medaglia consisteva in un disco d'argento riportante sul diritto il tughra ottomano con l'indicazione dell'anno 1248 del calendario islamico e la descrizione della campagna militare. Sul retro si trovava la raffigurazione di una moschea con due minareti.
- Il nastro era rosso con una striscia verde per parte.